# Bernadette Weyland

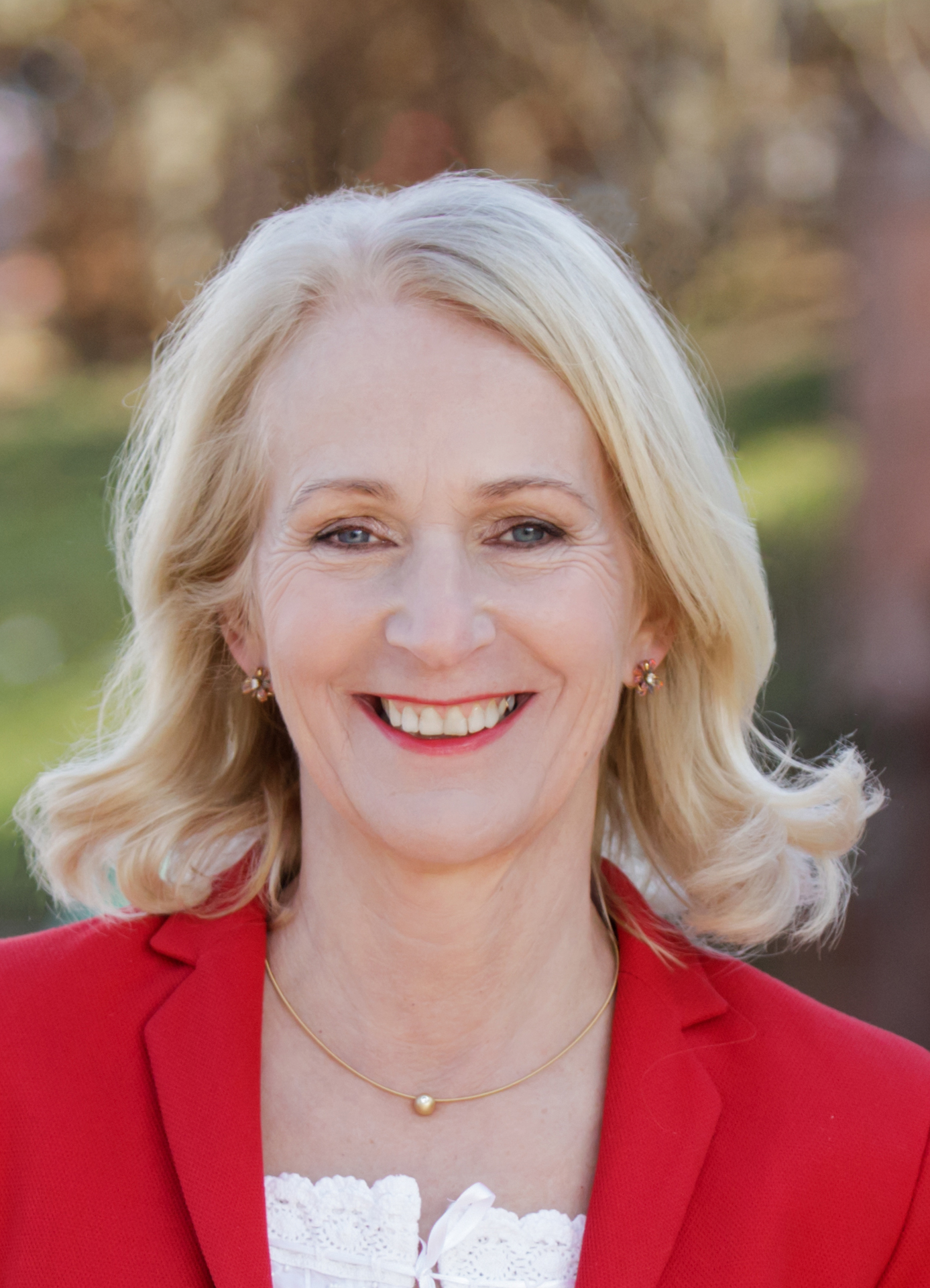
Bernadette Weyland (2017)

Bernadette Weyland (* 29. Oktober 1957 in Münster) ist eine ehemalige deutsche Politikerin (CDU). Sie war von Januar 2014 bis August 2017 Staatssekretärin im Hessischen Ministerium der Finanzen.

## Leben
Nach dem Abitur 1978 absolvierte Weyland eine Ausbildung zur Bankkauffrau bei der Stadtsparkasse Münster. 1980 nahm sie ein Studium der Rechtswissenschaft an der Universität Freiburg auf, das sie 1985 mit dem Ersten Staatsexamen abschloss. Im Anschluss an den juristischen Vorbereitungsdienst legte sie 1988 das Zweite Staatsexamen ab. 1989 wurde sie in Freiburg mit der Dissertation Das Nebeneinander von Erbscheinverfahren und streitigem Verfahren zum Doktor der Rechte promoviert. Nach einer Anstellung als freie Mitarbeiterin einer Anwaltskanzlei und einem Aufenthalt in den USA übernahm sie eine Lehrtätigkeit an der Sparkassenakademie in Frankfurt am Main.
1996 trat Weyland in die CDU Frankfurt am Main ein. Bis 2006 war sie als Ortsbeiratsmitglied und Ortsvorsteherin des Ortsbeirats 6 tätig. Der Ortsbeirat 6 ist das Stadtteilparlament für insgesamt neun Frankfurter Stadtteile, die das insgesamt bevölkerungsreichste Gebiet eines Vor-Ort-Parlaments (mehr als 100 000 Einwohner) umfassen. Seit 2006 ist Weyland Mitglied im CDU-Kreisvorstand.
Ebenfalls von 2006 an war sie Stadtverordnete in Frankfurt am Main und ab 2007 Vorsitzende des Ausschusses für Bildung und Integration. In den Jahren 2011 bis 2014 war Bernadette Weyland Stadtverordnetenvorsteherin der Stadt Frankfurt am Main und damit „Erste Bürgerin der Stadt“.
Seit dem 19. Januar 2014 war sie Staatssekretärin im Hessischen Ministerium der Finanzen. Ende August 2017 gab sie das Amt auf, um als Kandidatin der CDU bei der Oberbürgermeisterwahl in Frankfurt am Main 2018 anzutreten. Dafür wurde sie von der Landesregierung in den einstweiligen Ruhestand versetzt, was den Beginn der Auszahlung einer Rente, die nach einem Jahr angepasst bezogen auf ihre erbrachten Arbeitsjahre, ist. Mehrere Medien berichteten über den Fall und die Staatsrechtler Ulrich Battis und Hans Herbert von Arnim sehen darin einen Rechtsbruch. Dazu müsste allerdings das Gesetz geändert werden. Weyland hält die der Leistung angepasste reduzierte Rente wie im Gesetz vorgesehen für unbedenklich, spendete das Jahr der vollen Bezüge an krebskranke Kinder. Obwohl ihr das Geld gesetzlich zusteht, möchte sie davon keinen Gebrauch machen, weil es nicht Ausdruck der erbrachten Leistung ist. Hier ist der Gesetzgeber gefragt, wenn man die Rechtslage ändern will.
Im ersten Durchgang der Wahl zum Oberbürgermeister am 25. Februar 2018 erreichte sie mit 25,4 Prozent den zweiten Platz hinter dem SPD-Kandidaten Peter Feldmann (46,0 Prozent). Im zweiten Wahlgang am 11. März 2018 erhielt sie 29,2 % der abgegebenen Stimmen und unterlag damit Feldmann, der 70,8 % der Stimmen erhielt. Nach der Wahl zog sich Weyland aus Politik und Öffentlichkeit zurück.
Weyland ist verheiratet. Das Paar hat vier gemeinsame Kinder.